# Examen de Estado Unificado

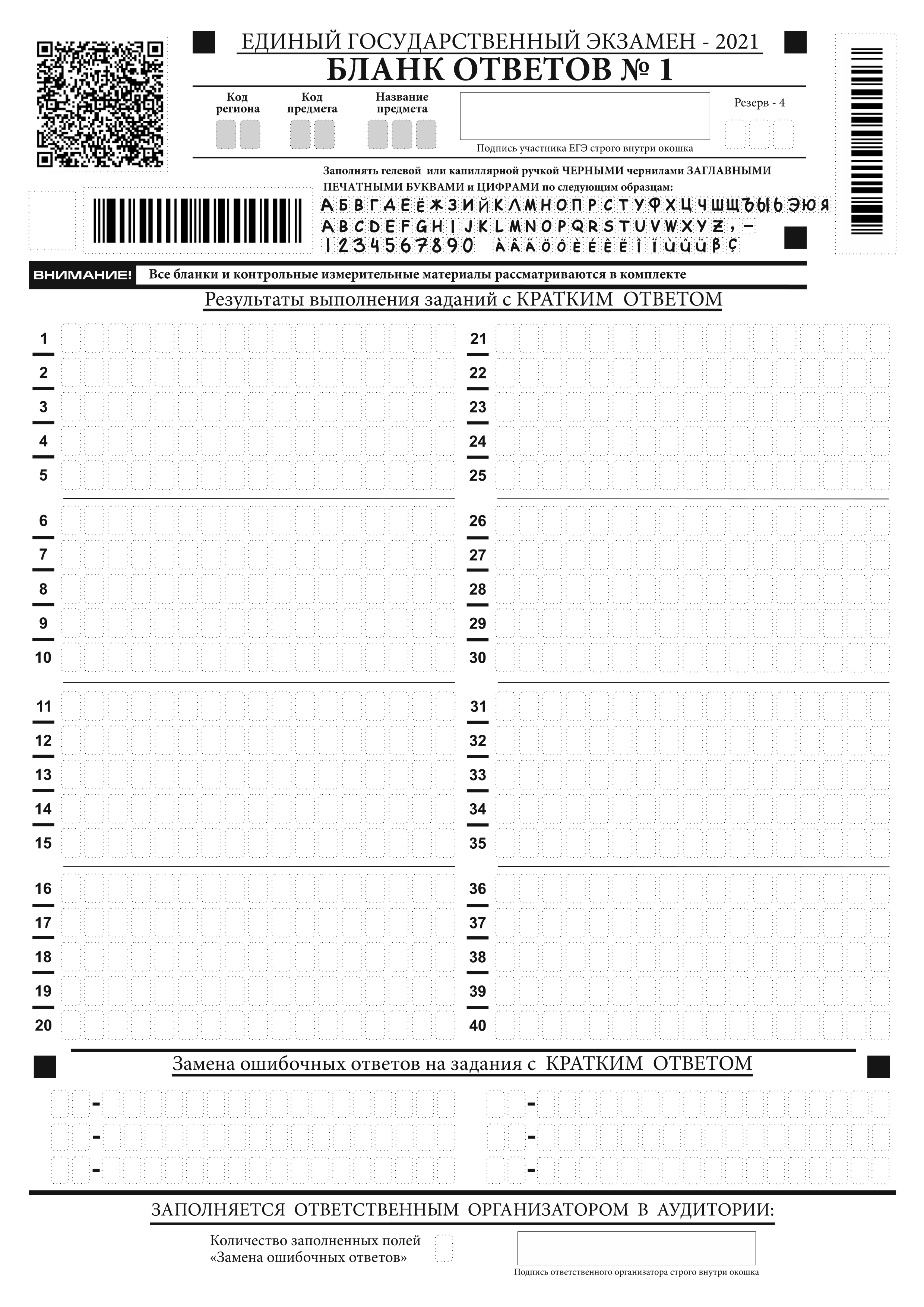
Hoja de respuestas nº1

El Examen de Estado Unificado (en ruso: Единый государственный экзамен, ЕГЭ, Yediniy gosudarstvenniy ekzamen, EGE) es un examen de Rusia. Consiste en una serie de exámenes que los alumnos graduándose del instituto deben aprobar para acceder a la universidad o a un centro de formación profesional. Desde 2009, el EEU ha sido la forma de evaluación para graduarse y el principal examen previo en las universidades.
Un estudiante puede examinarse en el EEU de lengua rusa, matemáticas, idiomas extranjeros (inglés, alemán, francés y español), física, química, biología, geografía, literatura, historia, ciencias sociales e informática.Las pruebas de lengua rusa y matemáticas son obligatorias, por lo que deben ser aprobarlas para poder entrar en cualquier universidad rusa y graduarse del instituto.

## Historia
El EEU se introdujo en Rusia en 2001 y empezó siendo un experimento educativo que se llevó a cabo únicamente en algunas regiones de Rusia: la República de Chuvasia, la República de Mari-El, la República de Sajá y en las regiones de Samara y Rostov. El primer examen experimental se llevó a cabo sólo en las ocho clases generales. En 2002 el experimento fue secundado por otras 16 regiones de Rusia, número que subió a 47 en 2003 y posteriormente, en 2006, alrededor de 950.000 estudiantes se examinaron en todas las regiones rusas. En 2008 el número ascendió a más de un millón de estudiantes de instituto. La lista de las escuelas y las clases que participarían en el EEU entre 2001 y 2008 fue determinada por las autoridades locales en materia de educación de las diferentes regiones de Rusia.
Actualmente, el EEu está administrado por el Servicio Federal para la Supervisión de la Educación y la Ciencia en colaboración con las autoridades locales en materia de educación de las diferentes regiones rusas.

## Estructura del examen
La prueba para cada materia del EEU, a excepción de los exámenes de literatura y de matemáticas, tiene tres partes: A, B y C.
- Parte A

Contiene ejercicios con preguntas de opción múltiple con cuatro opciones de respuesta. Los exámenes de matemáticas y de literatura ya no incluyen esta parte.
- Parte B

Contiene ejercicios que los estudiantes deben resolver escribiendo respuestas breves, muchas veces algunas letras o números.
- Parte C

Contiene uno o más ejercicios para los cuales los estudiantes necesitan desarrollar su creatividad para completarlos. Por ejemplo, un problema matemático difícil a resolver, una redacción para escribir o una pregunta a la que responder de manera argumentada.
A diferencia de las otras dos partes, esta parte está corregida por expertos del comité regional de exámenes.

## Formularios en papel  EEU
Durante la realización de los exámenes se usan cuatro formularios en papel para cada materia:
- Hoja de respuestas Nº1

Se usa para registrar las respuestas de las partes A y B.
- Hoja de respuestas Nº2

Se usa para las respuestas de la parte C.
Los estudiantes pueden escribir en ambas caras de esta hoja de respuestas.
- Hoja de respuestas Nº 2 adicional

Se reparte cuando la hoja de respuestas N.º 2 se ha llenado.
Las normas para registrarse y para rellenar el encabezamiento y las respuestas de las hojas de examen son muy estrictas en los formularios el EEU y vienen descritas bajo el título de Instrucciones especiales. Si dichas normas no se siguen al rellenar los formularios, los exámenes pueden terminar suspendidos o sin ser corregidos.